# Bernard Wawrzyniak
Bernard Wawrzyniak (ur. 1933 w Poznaniu, zm. 26 lutego 2015) – polski działacz partyjny i państwowy, od 31 maja 1980 do 12 lutego 1987 wojewoda leszczyński.
Urodził się w 1933 roku w Poznaniu, gdzie ukończył Wyższą Szkołę Rolniczą, uzyskując tytuł inżyniera ogrodnictwa. Magisterium otrzymał w Akademii Rolniczej we Wrocławiu. W latach 1956–1957 pracował jako agronom w Państwowym Ośrodku Maszynowym w Kamiennej Górze. Następnie pracował w powiatowej radzie narodowej w Kamiennej Górze, w 1963 przechodząc na stanowisko przewodniczącego PRN w Lwówku Śląskim. W 1972 objął analogiczne stanowisko w Bystrzycy Kłodzkiej. W latach 1974–1975 był naczelnikiem powiatu w Bystrzycy Kłodzkej.
Należał do Zjednoczonego Stronnictwa Ludowego. W 1975 został wojewodą wrocławskim (inne źródła twierdzą, że był nim wówczas Zbigniew Nadratowski). ZSL w ramach umowy z PZPR obsadzało urząd wojewody leszczyńskiego aż do roku 1990. W 1980 roku powołany na to stanowisko. W 1987 zastąpił go Józef Poniecki. Został następnie przewodniczącym Komitetu Wojewódzkiego Zjednoczonego Stronnictwa Ludowego we Wrocławiu.
Zmarł 21 lutego 2015. Pochowano go na Cmentarzu Osobowickim we Wrocławiu.